# Oldřich Břežanský
Oldřich Břežanský (15. prosince 1929 – 1998) byl český malíř a textilní výtvarník.

## Životopis
Studoval na Vysoké škole uměleckoprůmyslové v Praze u profesora Karla Jílka.
V rámci své kariéry přednášel na škole Českého vysokého učení technického v Praze.
Zabýval se dřevěnými reliéfy, nástěnnými malbami a závěsnými textiliemi pro veřejné budovy. Ve svých dílech používal také techniku art portis.
Byl členem skupiny BAB (také ABB), která vznikla v 60. letech 20. století.
Pořádal několik samostatných výstav doma i v zahraničí. Například v roce 1956 v Brně, Malá galerie. V roce 1967 v Praze v Divadle Rokoko nebo v roce 1968 v německém Gelsenkirchenu v městské galerii. Vystavoval také v rámci kolektivních výstav například v Praze nebo v Litvínově. Kolektivně vystavoval nejčastěji se svojí skupinou ABB.

## Dílo
- 1975: Vitráž pro chemický podnik[1]
- 1980: Textilní tapiserie, ČVUT Praha[1]
- 1980: Slavnost květů, Litvínov[3]
- 1982: Dřevěný reliéf, DK[1]